# Magalí Natta
Magalí Natta (Buenos Aires, Argentina; 8 de marzo de 2003) es una futbolista argentina. Juega de mediocampista en Newell's Old Boys de la Primera División A de Argentina. Fue internacional con la Selección Argentina.

## Trayectoria

### Platense
Formada en las inferiores del Calamar, fue parte del equipo desde 2016, hizo su debut el 21 de septiembre de 2019 ante Racing Club, el partido culminó en derrota 1-5 aunque Natta pudo convertir su primer gol oficial. Se convirtió en una de las mejores jugadoras del equipo y una de las de mayor proyección. Permaneció en el equipo hasta mediados de 2022.

### Cruzeiro
El 17 de junio de 2022, se oficializa la partida de la futbolista a Cruzeiro del Brasileirão Femenino.

### UAI Urquiza
El 18 de enero de 2023 el Furgón hace oficial la llegada de Natta como refuerzo.

NEWELL'S OLD BOYS
El 13 de enero de 2025, la Lepra confirma a Natta como nuevo refuerzo de la institución.

## Selección nacional
Tuvo paso por las selecciones juveniles sub-17 y sub-20. En abril de 2021 recibió su primera convocatoria a la Selección Absoluta para disputar la Basque International Cup, debutó el 11 de abril de dicho año ante Venezuela.

## Estadísticas

### Clubesne
| Club             | País         | Año              |
| ---------------- | ------------ | ---------------- |
| Platense         | Argentina    | 2019 - 2022      |
| Cruzeiro         | Brasil       | 2022 - 2023      |
| UAI Urquiza      | Argentina    | 2023 - 2024      |
| Newells Old Boys | 🇦🇷 Argentina | 2024- Actualidad |